# Ţahrāband
Ţahrāband (persiska: طهرابند) är en ort i Iran.   Den ligger i provinsen Östazarbaijan, i den nordvästra delen av landet, 500 km väster om huvudstaden Teheran. Ţahrāband ligger 1 930 meter över havet och antalet invånare är 137.
Terrängen runt Ţahrāband är huvudsakligen kuperad, men åt sydost är den platt. Runt Ţahrāband är det ganska glesbefolkat, med 22 invånare per kvadratkilometer. Närmaste större samhälle är Qareh Kalak, 5,0 km sydväst om Ţahrāband. Trakten runt Ţahrāband består i huvudsak av gräsmarker.